# حارة صيح (ذمار)
حارة صيح هي إحدى حارات مدينة ذمار التابعة لمحافظة ذمار، بلغ تعداد سكانها 2,919 نسمة حسب تعداد اليمن لعام 2004.